# L'anima non conta
L'anima non conta is een single van de Italiaanse band Zen Circus uit 2016. Het werd uitgebracht als vijfde track van het album La terza guerra mondiale uit 2016. Het nummer werd in hetzelfde jaar als tweede single van het album uitgebracht.

## Achtergrond
L'anima non conta is geschreven door Andrea Appino, Gianpaolo Cuccuru, Massimiliano Schiavelli en geproduceerd door Andrea De Bernardi. De normaal muzikaal ruigere band ging met L'anima non conta bewust de wat kalmere kant op en zagen het nummer als een muzikale uitdaging. De zanger Andrea Appino vergeleek de stijl waar de band met delen van het nummer naar toe wilde met soul zoals bezongen door Otis Redding. In de muziekvideo, gemaakt door Jacopo Farina van Collettivo Sterven Jønger, worden beelden getoond van de band, welke dagenlang door videomakers is gevolgd. Hierdoor zou het "pure" van de band beter getoond worden. 